# 4749 Ledzeppelin
4749 Ledzeppelin este o planetă minoră (asteroid), cu un diametru de 14,343 km, din centura de asteroizi. A fost descoperită pe 22 noiembrie 1989 la Uenohara Observatory⁠(d) de Nobuhiro Kawasato⁠(d) și a fost numită după Led Zeppelin. 
Obiectul prezintă o orbită caracterizată de o semiaxă mare de 3,0126277 UAi, o excentricitate de 0,1, o înclinație de 10,75506 ° în raport cu ecliptica.